# Batalla de Cravant
La batalla de Cravant, librada el 31 de julio de 1423, se enmarca en el contexto de la guerra de los Cien Años. Acabó en una victoria para las fuerzas aliadas del Reino de Inglaterra y del Ducado de Borgoña contra las del Reino de Francia, Reino de  Escocia y el Ducado de Bretaña. Tuvo lugar cerca del puente del pueblo de Cravant y en las orillas del río Yonne, en Borgoña, Francia. Los comandantes vencidos, el conde de Buchan, gravemente herido, y el conde de Vendôme, fueron hechos prisioneros.
Las fuerzas anglo-borgoñesas comprendían 4000 tropas, formadas por 1500 hombres de armas (500 ingleses y 1000 borgoñeses), 2000 arqueros ingleses, algunos ballesteros borgoñeses y 40 veuglaires (cañones de artillería ligera) en manos de ciudadanos de la zona.
Las fuerzas aliadas de Escocia, Francia y el Ducado de Bretaña, numeraban unos 8000 soldados y comprendían, probablemente, en su mayoría, tropas escocesas, junto con francesas y numerosos mercenarios aragoneses y lombardos.